# Haus Puricelli

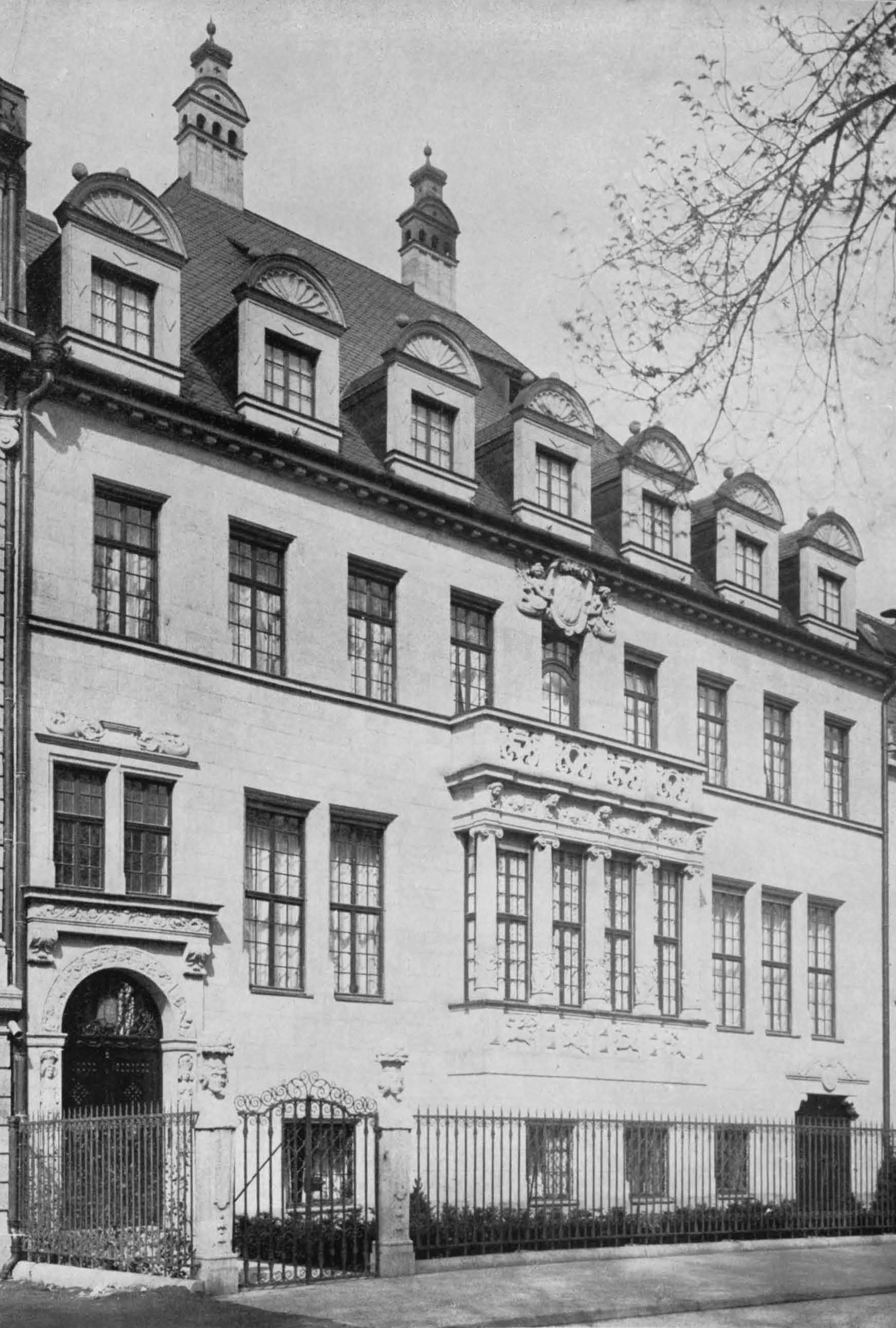
Haus Puricelli, 1908

Das Haus Puricelli war ein großbürgerliches Stadthaus der Familie der Kunstsammlerin Elodie Puricelli an der Königsallee 49 in Düsseldorf. Es wurde ab 1906 nach Plänen des Münchner Architekten Gabriel von Seidl im Stil des Historismus vom Bauunternehmen Boswau & Knauer errichtet. Nach dem Zweiten Weltkrieg umgebaut und aufgestockt, wird es heute als Bürogebäude genutzt.

## Geschichte
Das Haus Puricelli an der Königsallee 49 in Düsseldorf wurde ab 1905 durch den Münchner Architekten Gabriel von Seidl für die Kunstsammlerin Elodie Puricelli, geborene Clemens (1869–1948), Witwe des Industriellen Paul Puricelli (1862–1893), im Stil der Neorenaissance konzipiert und in den Jahren 1906/1907 von dem Bauunternehmen Boswau & Knauer errichtet. Die Bauplastiken an Fassade und im Innern schuf die Münchner Bildhauer-Ateliergemeinschaft von Georg Pezold und Heinrich Düll.

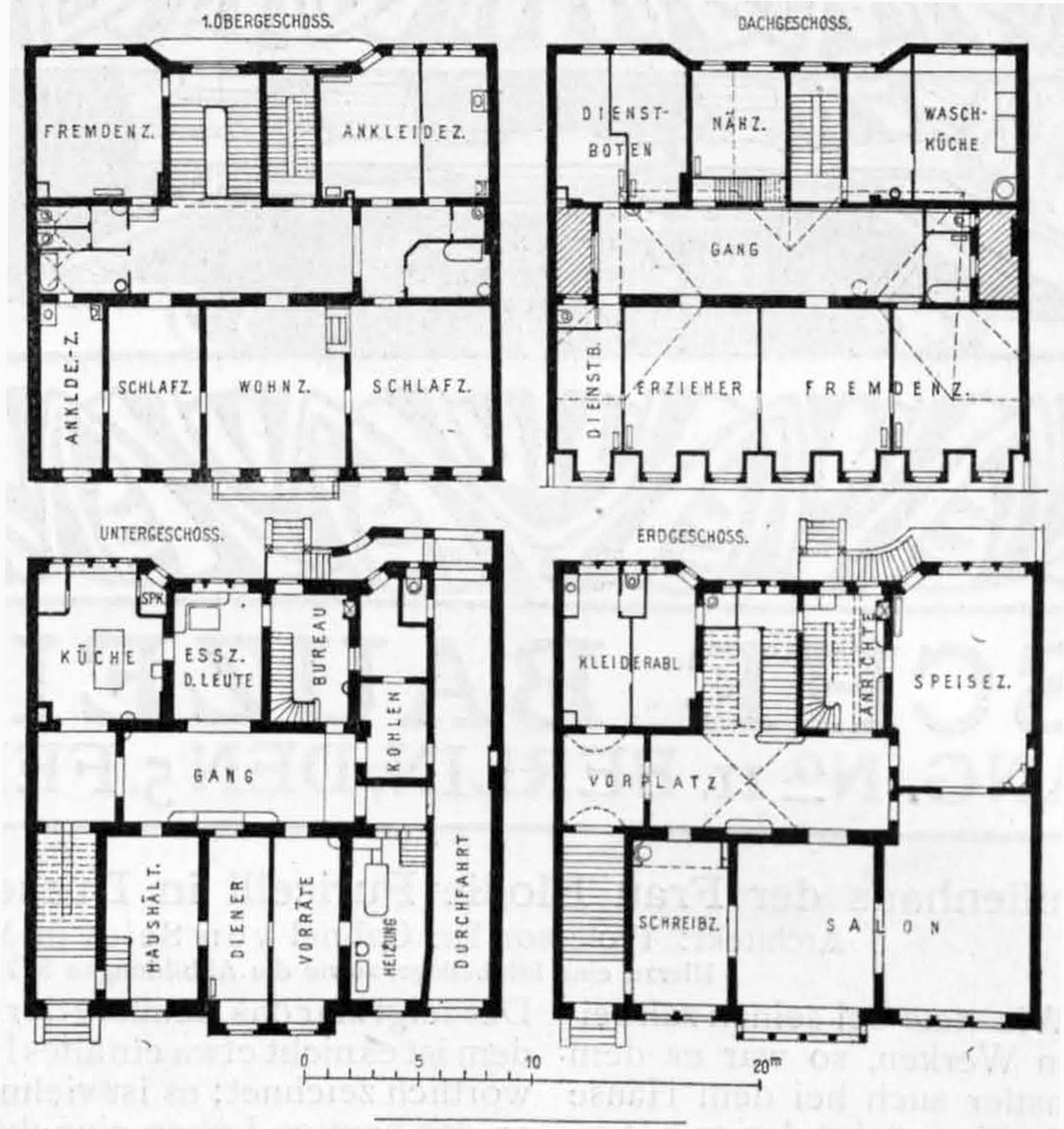
Grundrisse

Großbürgerlichem Repräsentationsbedürfnis des frühen 20. Jahrhunderts entsprechend wurde die Fassade des anfangs zweigeschossigen, mit einem Schieferwalmdach gedeckten Wohngebäudes aus quaderförmigen Brohler Tuffplatten und mit bauplastischem Schmuck in Sandstein errichtet. Ein schmiedeeisernes Gitter mit einer schmalen Vorgartenzone trennte es vom Straßenraum. Die Mitte der Fassade prägt eine architektonisch und bauplastisch detailliert ausgestaltete Auslucht im Stil der niederländischen und norddeutschen Renaissance. Auch das als Arkade ausgebildete Eingangsportal zeigt diese Stilformen. Die sieben Zwerchhäuser über dem Zahnschnitt des Hauptgesimses waren mit Welschen Giebeln und Kugelaufsätzen im Stil der Weserrenaissance verziert, die zwei großen Schornsteine auf dem Walmdach waren über ihren Welschen Giebeln von Türmchen mit Welschen Hauben bekrönt.
Durch seine Architekturzitate wollte der süddeutsche Architekt nach der zeitgenössischen Strömung des Heimatstils dem nordwestdeutschen Standort des Hauses eine regionalarchitektonische Referenz erweisen. Im Sinne der sich entwickelnden Reformarchitektur war er aber auch darauf bedacht, die Fassade im Übrigen ruhig zu gliedern. Über der Beletage ordnete er daher über einem einfachen Gesims, das im Bereich der Auslucht als oberer Abschluss einer Balkonbrüstung vorspringt, eine vergleichsweise schlicht gestaltete Zone im 1. Obergeschoss an. Diese Zone prägen neun gleichmäßig angeordnete, im Hochkantformat ausgeführte Sprossenfenster mit dezent profilierten Laibungen. Das mittlere Fenster ist dort durch ein bauplastisch ausgeführtes Familienwappen betont. Die zahlreichen Räume für das Hauspersonal befanden sich einerseits im Dachgeschoss und andererseits im Untergeschoss des Hauses. In der Erdgeschosszone liegt auch das Tor einer Durchfahrt zum Hinterhof, dessen oberer Abschluss eine mit Voluten verzierte Rosette bildet. Diese zeigt 1906 als Jahr der Erbauung an.
Im Gegensatz zu den reformarchitektonischen Tendenzen des Äußeren folgte die innere Gestaltung des Hauses konservativeren Strömungen des Historismus. Während der als Musikzimmer genutzte Weiße Salon des Hauses als Rokokosaal frühklassizistisch ausgeprägt war, zeigten andere Räume, etwa der Rote Salon und das Treppenhaus, Stilformen der Renaissance. Mit detailreichen Stuckreliefs, die unter anderem Motive einer herrschaftlichen Jagd und Szenen am Mittelrhein zeigten, war das Speisezimmer ausgeführt. Das Interieur prägte eine üppige Ausstattung aus historischen und historistischen Möbeln sowie anderen künstlerischen und kunsthandwerklichen Gegenständen, insbesondere Gemälde, Wandteppiche, Vasen, Haushaltskeramik, eine Kollektion bergischer Dröppelminnas, Figurinen etc.

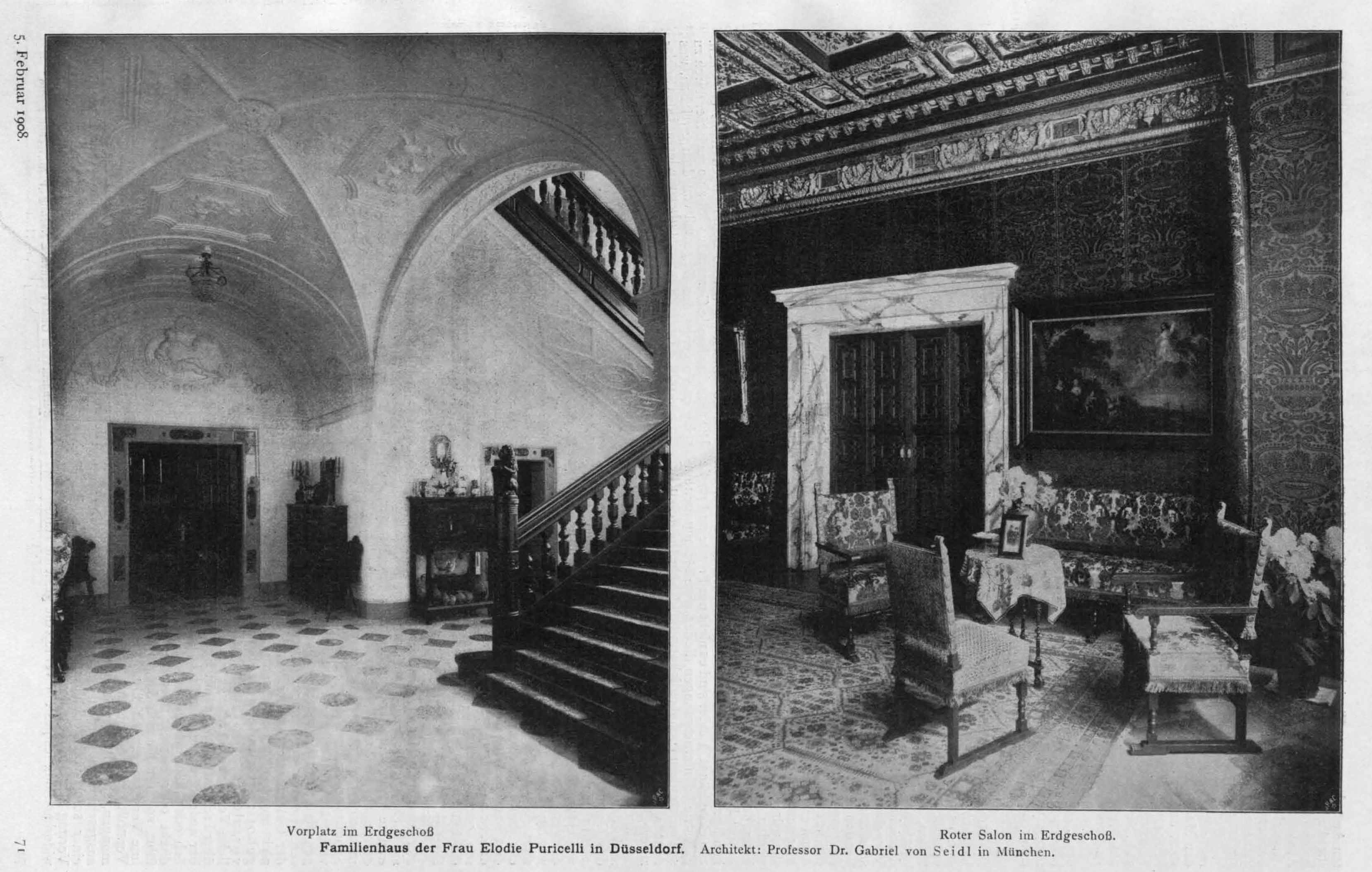
Treppenhaus und Roter Salon
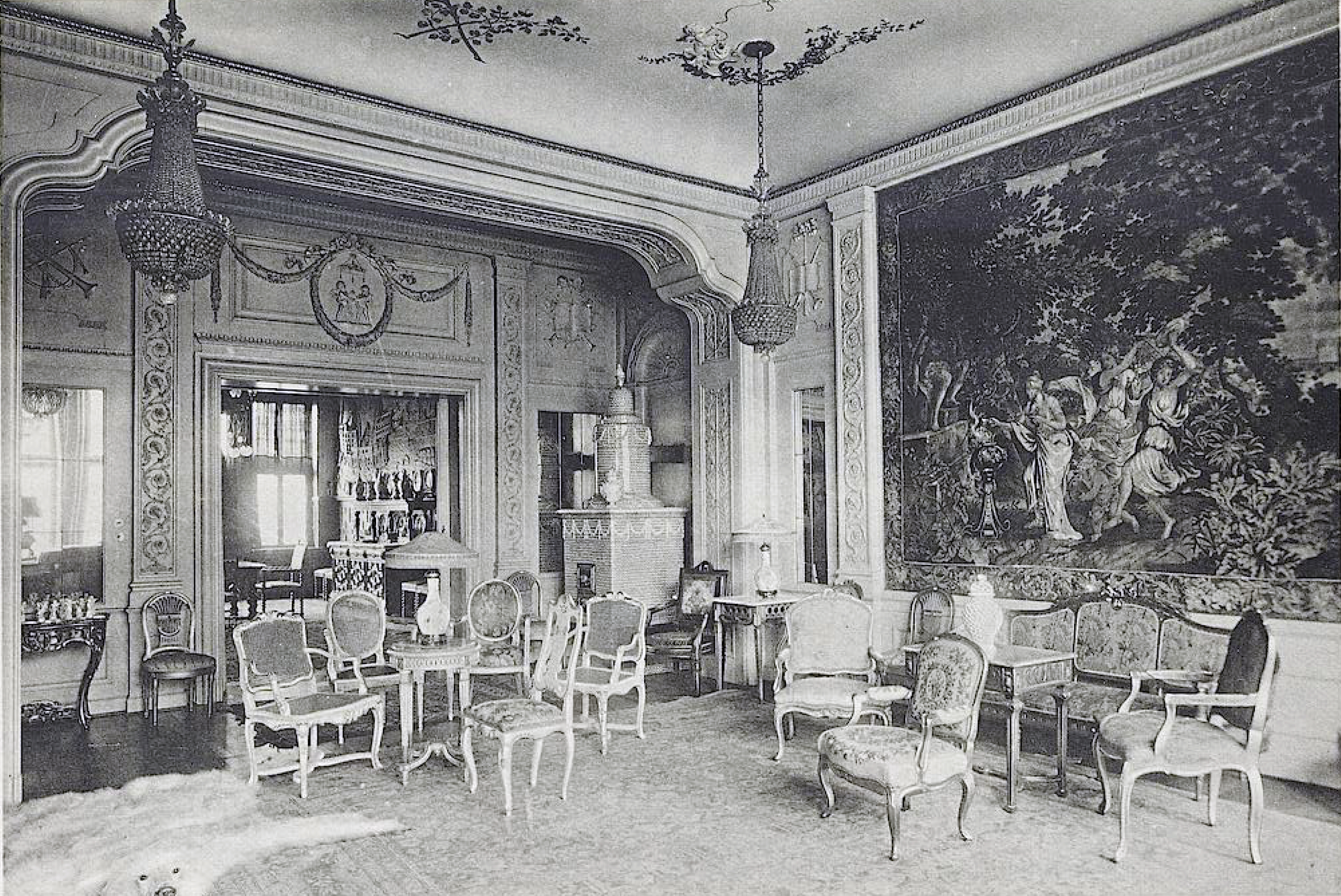
Weißer Salon (Musikzimmer)
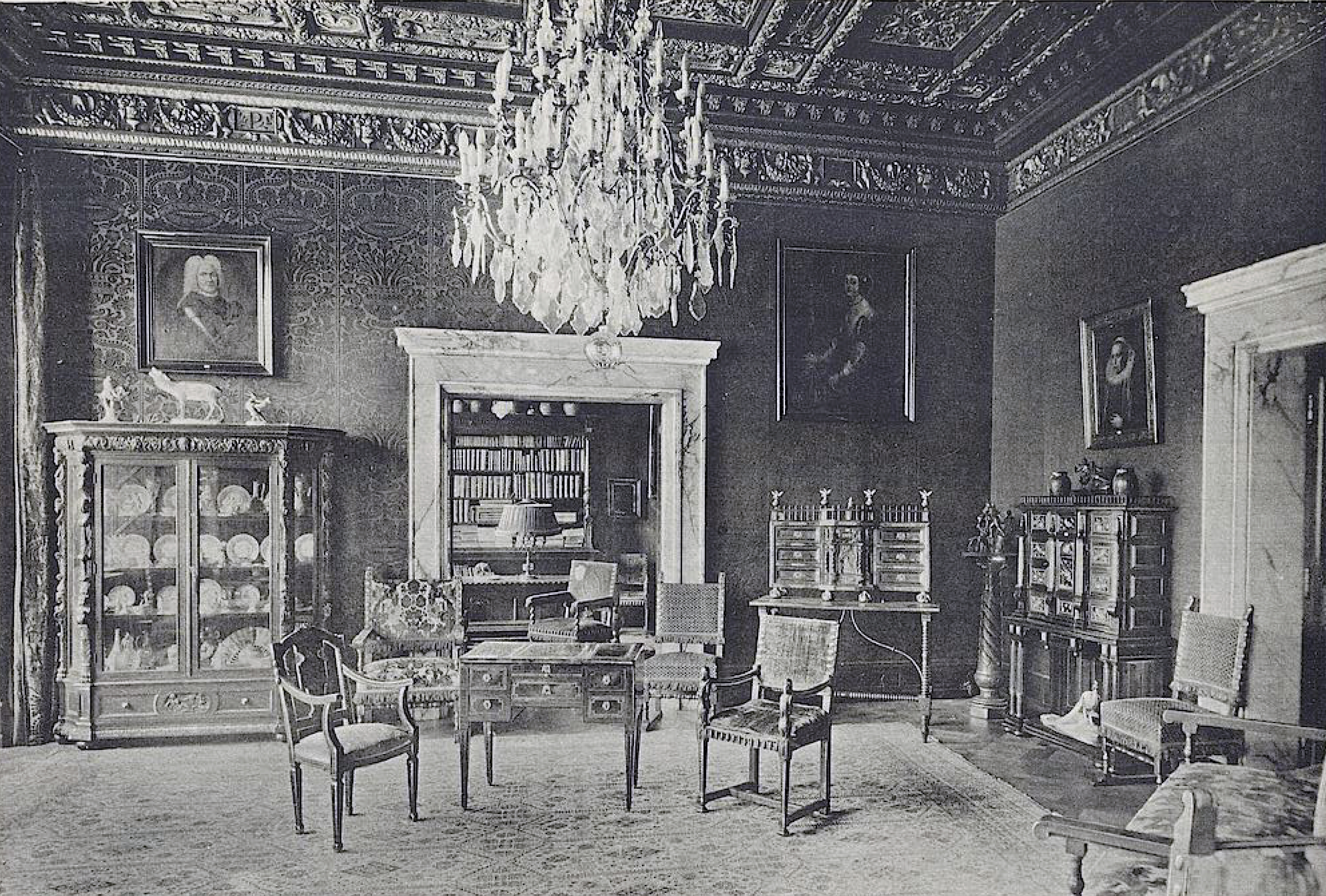
Roter Salon
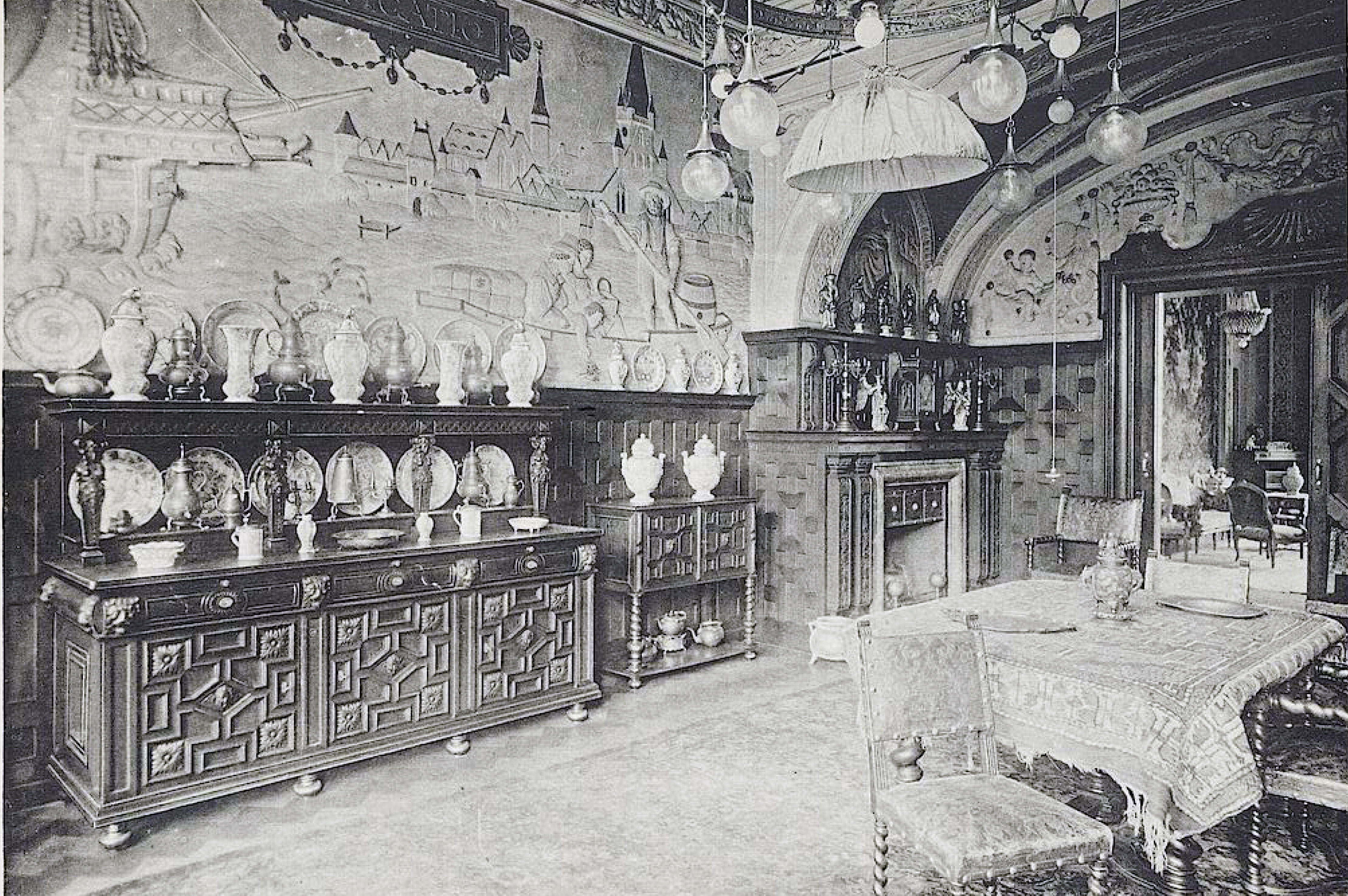
Speisezimmer
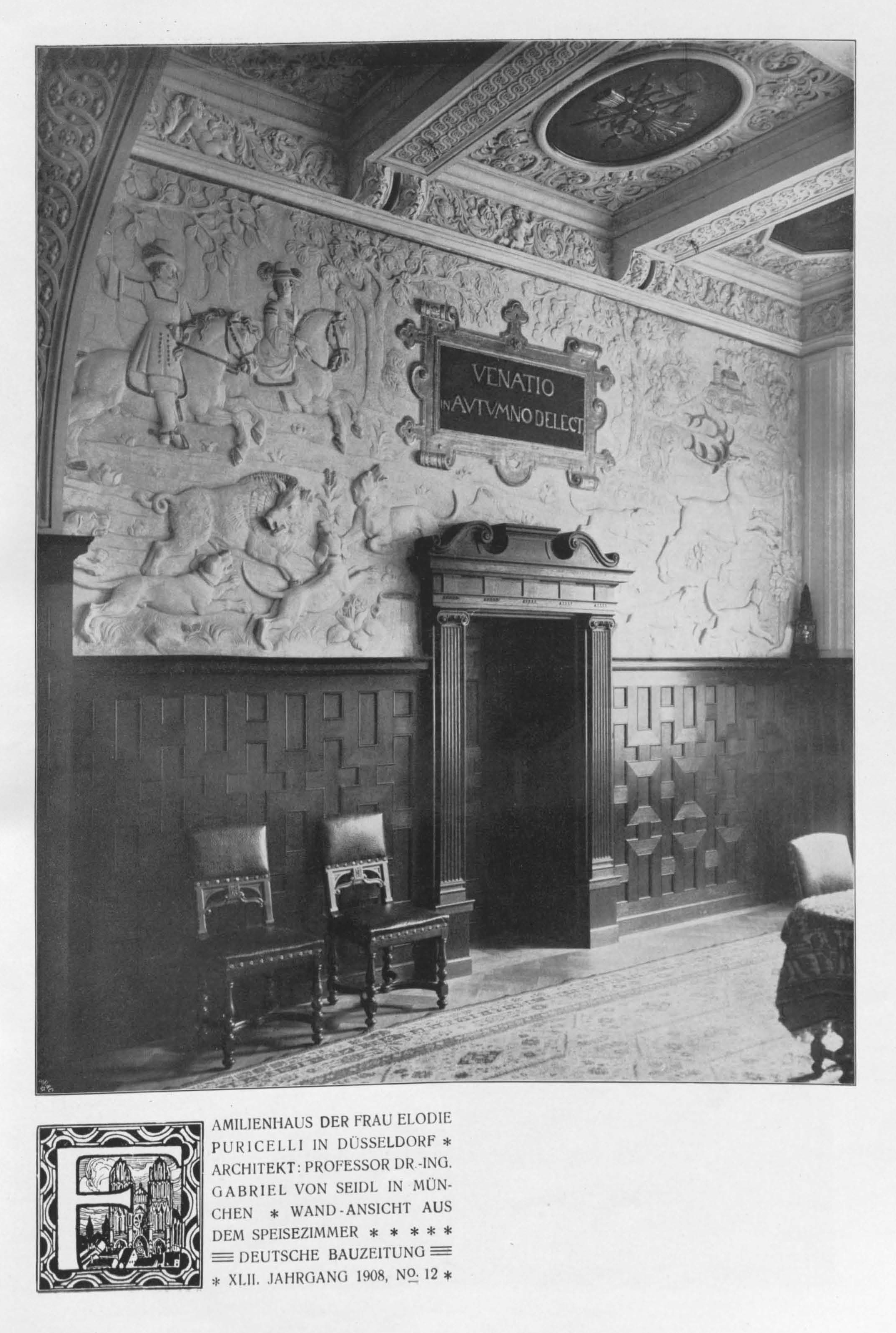
Wand im Speisezimmer
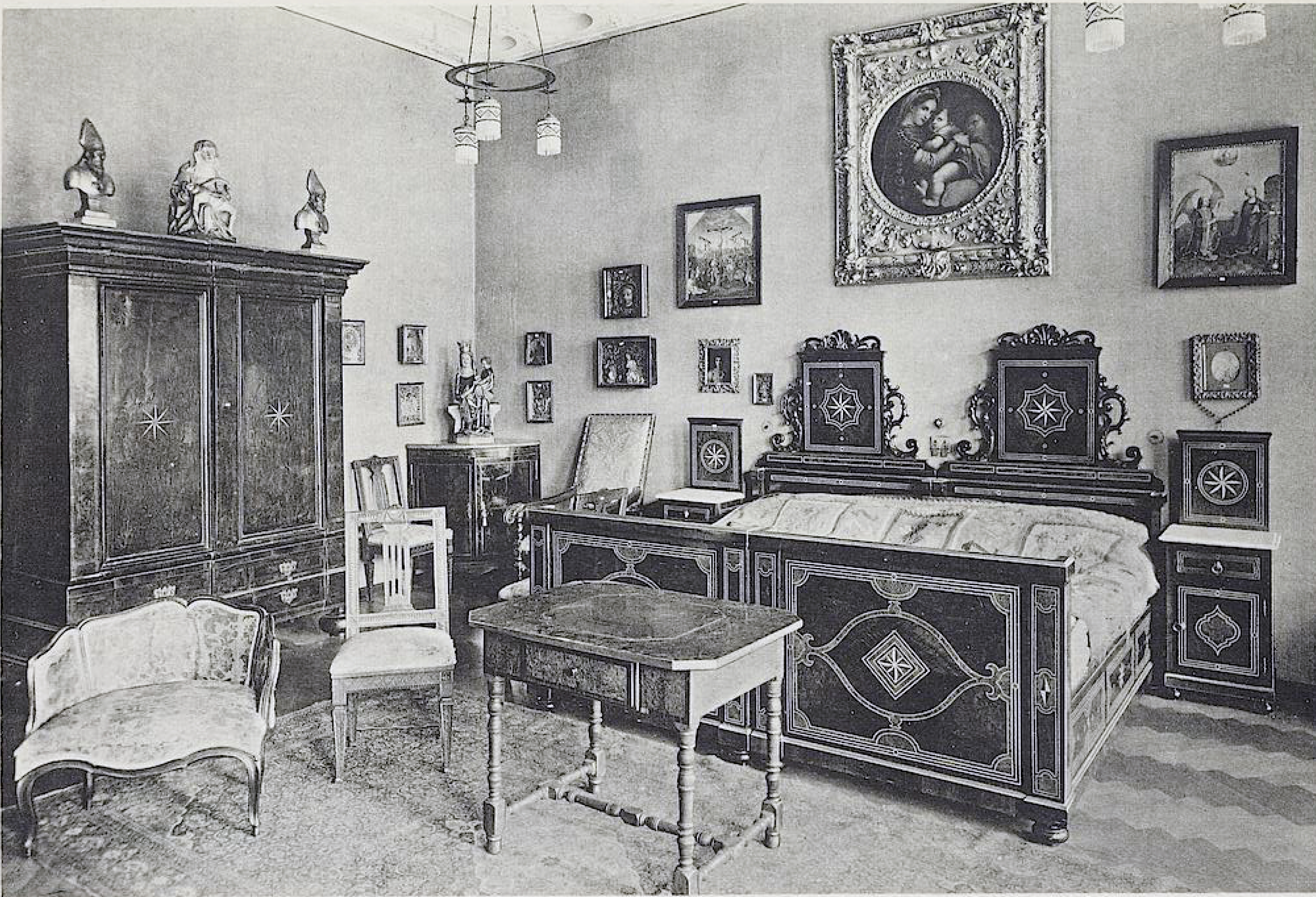
Schlafzimmer

Als Gabriel von Seidl 1913 starb, wurde das Haus als ein bedeutendes Spätwerk des Architekten gewürdigt. 1932 erfolgte eine Versteigerung von Einrichtungsgegenständen durch das Kunstauktionshaus Lempertz.

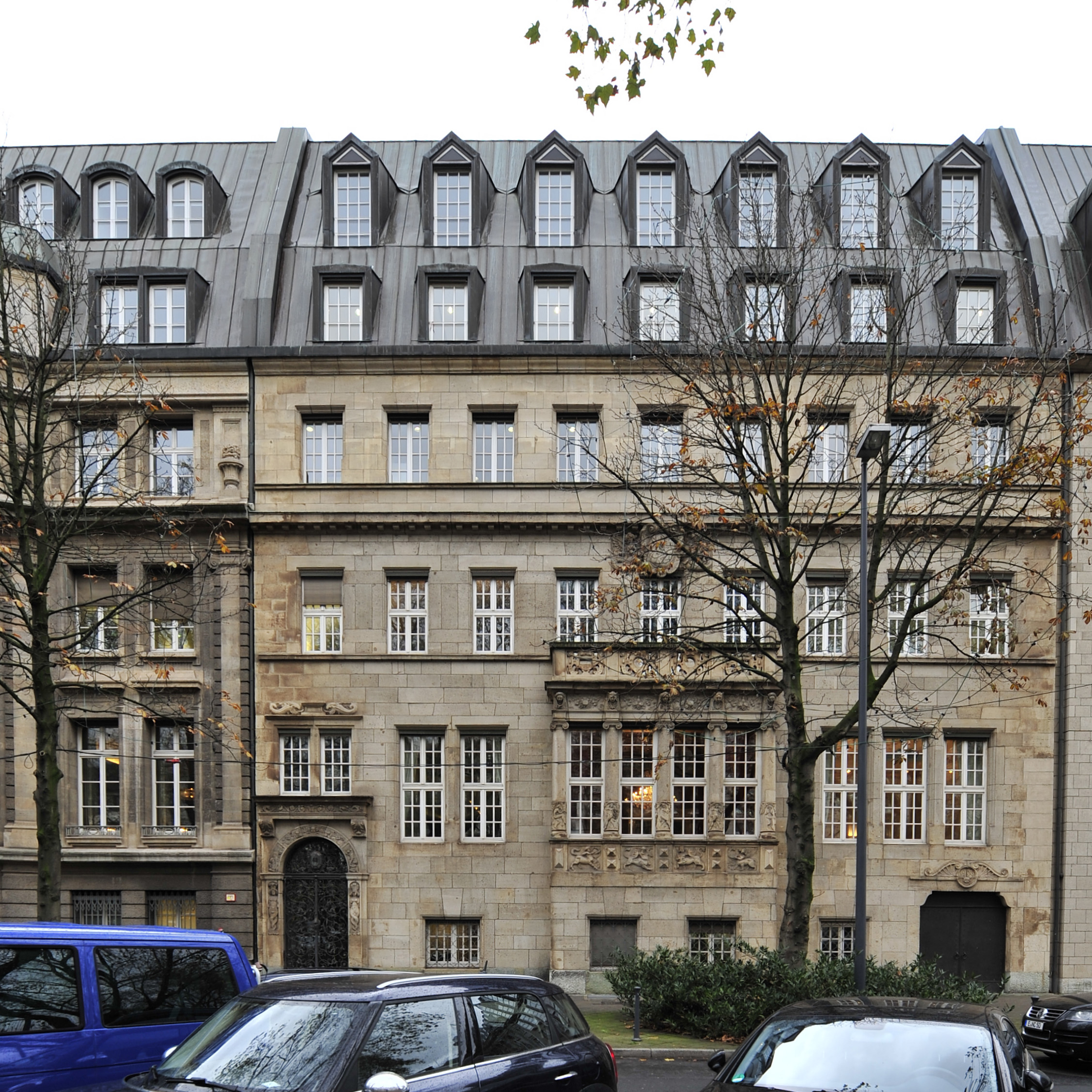
Heutiges Erscheinungsbild

Nach dem Zweiten Weltkrieg erfuhr das Wohngebäude eine Umnutzung zum Bürohaus. 1975 erwarb es die Deutsche Bank, die es 1980 mit einem 2. Obergeschoss, das als Tuffstein-Fassade ausgeführt ist, aufstocken und wie angrenzenden Gebäude als Mansarddach mit Blechen neu decken ließ. Das neue Geschoss, das auf der Höhe der Nachbargebäude mit einem profilierten Hauptgesims abschließt, liegt auf der Ebene der vormaligen sieben Zwerchhäuser und weist wie das darunter liegende Geschoss in einer Lochfassade aus Tuffstein neun Fenster mit profilierten Laibungen auf. Auch wiederholt sich dort ein schlichtes Gesims unterhalb der Fenster. Das neue Dach zeigt eine doppelte Reihung von Gauben. Der ehemalige Vorgarten wurde in den gepflasterten Bürgersteig der Königsallee einbezogen.